# Michelbach an der Bilz
Michelbach an der Bilz es un municipio alemán perteneciente al distrito de Schwäbisch Hall de Baden-Wurtemberg.

## Localización
El municipio comprende un conjunto de localidades ubicadas en la periferia suroriental de la capital distrital Schwäbisch Hall, ubicándose todas al este del río Kocher. En el término municipal se ubica la conexión ferroviaria de Schwäbisch Hall con la línea de ferrocarril que une Stuttgart con Núremberg. La localidad de Michelbach an der Bilz se ubica en el centro del término municipal, unos 3 km al sureste del límite municipal con Schwäbisch Hall.

## Historia
Se conoce la existencia de la localidad desde la Edad Media y desde la Reforma es una localidad mayoritariamente protestante. En el siglo XVII se construyó un palacete que actualmente es el principal monumento de la localidad, utilizado con el tiempo como sede de la escuela e instituto locales.

## Demografía
A 31 de diciembre de 2017 tiene 3389 habitantes.